# Apixaban
L'apixaban est une molécule développée comme médicament anticoagulant oral direct, inhibiteur du facteur Xa.

## Utilisation
Il est efficace en prévention des phlébites en post-opératoire de chirurgie orthopédique, mais aussi en curatif avec un risque de saignement inférieur à celui d'une héparine de bas poids moléculaire, et ce, même cas de cancer.
Dans la fibrillation auriculaire, en cas de contre-indication aux antivitamines K dans la prévention des complications emboliques, il se révèle être supérieur à l'aspirine avec un risque hémorragique identique. Comparé aux antivitamines K, il serait plus efficace que ces derniers dans la prévention des complications emboliques avec un risque hémorragique et une mortalité moindres, et ce quel que soit le type d'arythmie (permanente, persistante ou paroxystique). Cette supériorité est également démontrée chez le patient de plus de 80 ans. La réalisation de cardioversion électrique ne comporte pas plus de risque chez les patients sous apixaban que ceux sous antivitamines K.
Son association avec l'aspirine et le clopidogrel dans les suites d'un syndrome coronarien aigu n'a pas démontré d'intérêt en termes de morbidité et de mortalité, tout en majorant le risque hémorragique.
L'apixaban est contre-indiqué dans l'insuffisance rénale sévère mais peut être donné chez le patient dialysé en fibrillation atriale. Toutefois son intérêt, dans cette situation, reste discuté.

## Mise sur le marché
Le 30 juin 2014, le comité des médicaments à usage humain (CHMP) de l’Agence européenne du médicament rend un avis favorable à l’approbation de l’apixaban (commercialisé sous le nom de Eliquis par la société Bristol-Myers Squibb/Pfizer) comme « traitement de la thrombose veineuse profonde (TVP) et de l’embolie pulmonaire (EP), et la prévention des récurrences de TVP et d’EP chez l’adulte ». La Commission européenne suit cet avis le 29 juillet 2014.